# Vittjärv
Vittjärv est un village suédois de la commune de Boden. 
Sa population était de 531 habitants en 2019. 